# Josef Rosenauer
Josef Rosenauer (pravděpodobně 26. února 1735 Chvalšiny – 10. března 1804 Český Krumlov) byl  inženýr německého původu, který vyprojektoval a postavil Schwarzenberský a Vchynicko-tetovský plavební kanál.

## Životopis
Josef se narodil v Chvalšinách (Kalsching) jako nemanželské dítě Ursuly Traxlerové, dcery tesaře Martina Traxlera. Ačkoliv by měl nést jméno po svobodné matce, byl 26. února pokřtěn s příjmením Rosenauer; otec jej však nikdy nepřiznal.
Od 13 let se učil u lesníka Petra Lambachera, který spravoval bažantnici v nedalekém Červeném Dvoře. Během učení asi prokázal mimořádné schopnosti pro lesnictví, možná i pro práci geometra, protože vyhovění jeho žádosti o služební povýšení z roku 1758 bránil jen nemanželský původ. Listina Marie Terezie z 20. listopadu odstranila i tuto překážku a roku 1759 Rosenauer nastoupil jako lesní adjunkt do schwarzenberského lesního úřadu v Českém Krumlově. Na počátku 60. let studoval na náklady zaměstnavatele na tzv. inženýrské akademii ve Vídni, kterou dokončil v květnu 1770 s výborným prospěchem. Následujícího roku získal titul schwarzenberského knížecího lesního inženýra. V roce 1774 se Josef Rosenauer po složení zeměměřičských zkoušek stal také přísežným zemským zeměměřičem.

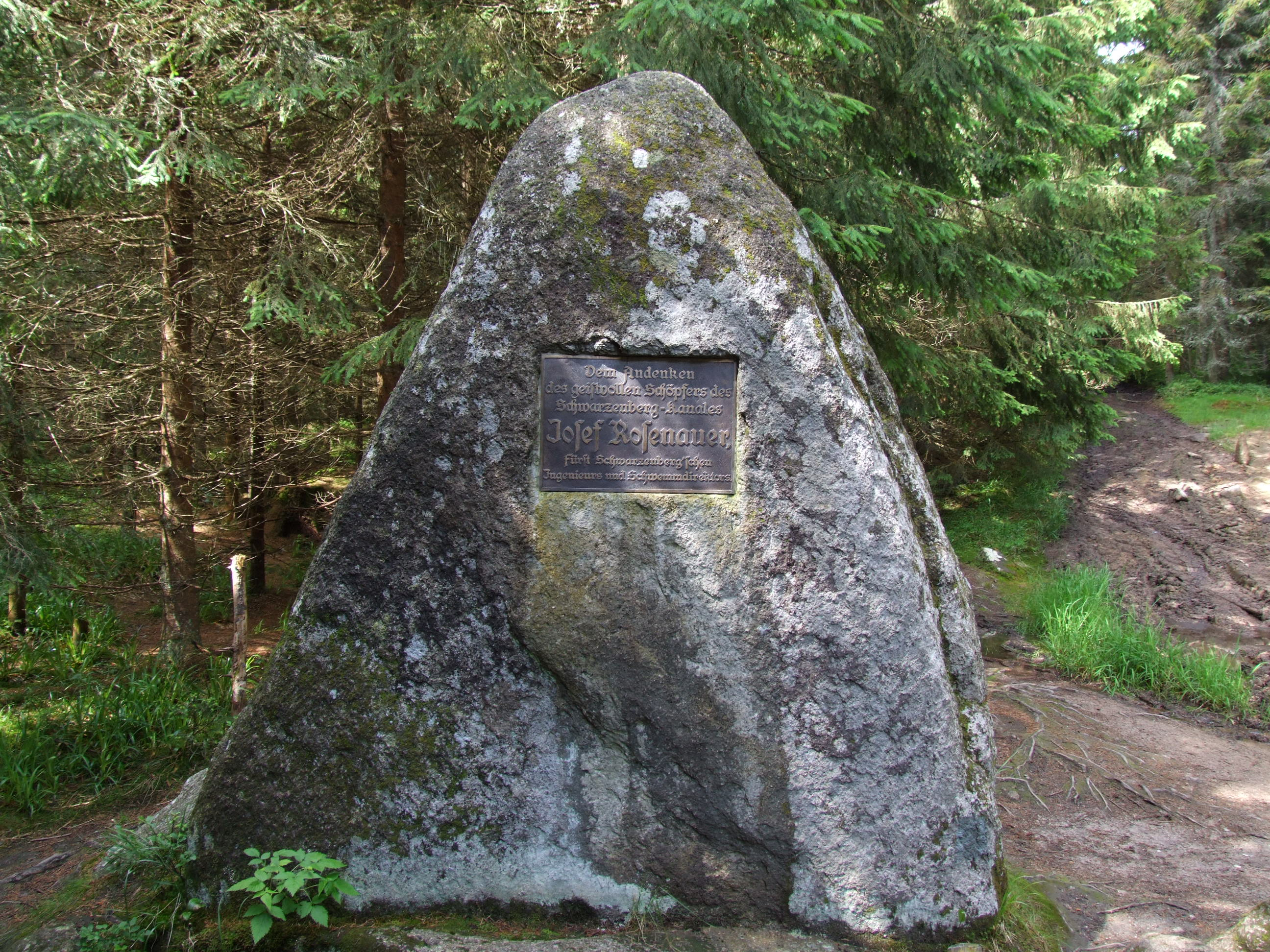
Rosenauerův pomník u začátku Schwarzenberského plavebného kanálu

Jako zaměstnanec vrchnostenské správy schwarzenberského panství vypracoval návrh umožňující levnou dopravu dřeva z nepřístupných pralesů Šumavy v povodí Vltavy svahovým plavebním kanálem přes hlavní evropské rozvodí do řeky Mihely (Große Mühl) a dále do Dunaje. Odvážný návrh předložil knížeti Josefu I. Adamovi ze Schwarzenbergu v roce 1774, ale schválen byl až knížetem Janem Nepomukem I. v roce 1779. Samotná realizace začala po deseti letech v roce 1789 a první část – 39,9 km dlouhý tzv. starý kanál vedoucí od potoka Zwettelbach k Jelenímu potoku – byla zcela dokončena v roce 1793. Rosenauer se obával nedostatku vody z přítoků plavebního kanálu a raději ve stavbě nepokračoval, druhá část (nový kanál) byla postavena podle Rosenauerova projektu až v letech 1821–1822.
Josef Rosenauer také vypracoval projekt kanálu, který by obcházel nesplavné části Vltavy: u dnešní lipenské hráze měl opustit říční koryto a pokračovat v trase, které odpovídá dnešní silnice do Vyššího Brodu. Kanálem by se mohly plavit vory, dříví i polena, zároveň voda mohla pohánět okolo dvaceti pil. Ač byl kanál schválen v roce 1785, realizace se odložila pro výši pozemkových daní a projekt se nakonec nikdy nerealizoval.
Kníže Josef II. ze Schwarzenbergu na konci 18. století pověřil zkušeného Rosenauera, tehdy již ředitele schwarzenberské plavby, navržením systému plavení dřeva z oblasti Modravy a Roklanu. Návrh Vchynicko-tetovského plavebního kanálu, který obcházel nesplavný úsek řeky Vydry pod Antýglem (Povydří) spojením s Křemelnou, kníže schválil a okamžitě začal být budován.
Josef Rosenauer stál také u zřízení plavebního kanálu pro plavení dříví na řece Aist v Horním Rakousku. Zemřel na jaře 1804 v 69 letech ve svém domě na následky neúspěšné operace močových cest, zanechal vdovu s osmi dětmi.
V Chvalšinách jsou na domě čp. 118 umístěny dvě pamětní desky Rosenauera, první z roku 1928, druhá z roku 1991. V letech 1999-2000 pak byl ve Chvalšinách realizován projekt zřízení Muzea Schwarzenberského plavebního kanálu.